# 디모테오

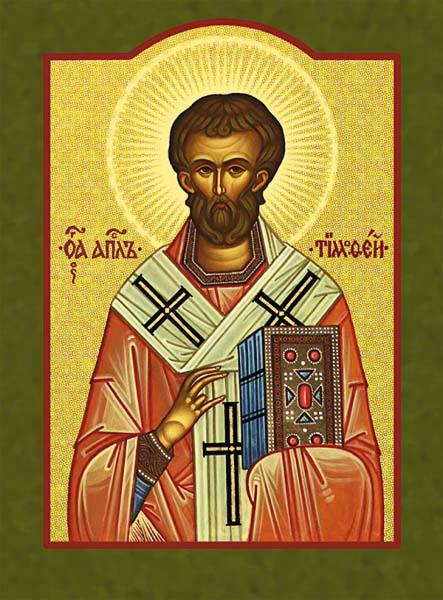
디모테오

티모테오 또는 디모데(그리스어: Τιμόθεος 티모테오스[*], '하나님의 사랑을 받다', 17년~80년)는 기독교의 신약성경인 사도행전에 언급되는 인물이다. 기독교의 역사에서는 기원후 80년 순교한 1세기의 성직자로, 65세에 에페소스의 주교가 되었다고 한다. 로마 가톨릭교회, 동방 정교회, 성공회, 루터교에서는 디모테오를 성인으로 존경하여, 가톨릭교회와 성공회의 경우 디모데와 디모테오를 세례명(신명)으로 사용하고 있다.

## 일생
17년 소아시아 남부 지방 리스트라 출생으로 알려져 있으며 어린 시절 어머니 에우니케(유니게)와 조모 로이스가 유대인이어서 십계명과 모세의 율법을 배웠다.
이후 파울로스가 45년 ~ 46년에 첫 번째 전도 여행 도중 리스트라를 방문했을 때 그의 집에 묵은 것을 인연으로 세례를 받게 되었고 파울로스는 디모테오를 매우 신임하게 되어 두 번째 전도 여행에서는 동반까지 하고 세 번째 전도 여행에서도 선구자로서 예루살렘까지 같이 가게 되었다. 그러나 예루살렘으로 간 파울로스가 체포되어 카이사리아 감옥에서 2년을 보내게 되면서 떨어져서 에페소로 돌아왔다. 그리고 에페소 교회의 주교로 임명되었고 파울로스로부터 2개의 편지를 받아 더욱 복음 전파에 힘썼다.
바오로가 순교한 후 에페소에서 디아나 여신의 제사에서 그 여신이 우상에 불과하다는 사실을 지적하자 이에 광분한 군중들에 의해 곤봉에 사정없이 맞아 순교하였다고 전해진다.

## 성서에서의 언급
사도행전 16장 1절과 바오로 서간에 따르면 디모테오는 예수를 믿는 유대인 에우니케와 그리스 사람인 아버지 사이에서 태어났으며, 할머니 로이스도 예수를 믿는 유대인이었던 것으로 보인다. 그래서 파울로스는 디모테오에게 보낸 서신에서 디모테오가 그리스도인 집안에서 자랐음을 언급하고 있다.
| “ | 나는 그대의 거짓 없는 믿음을 생각하고 있습니다. 그 믿음은 먼저 그대의 할머니 로이스와 또 어머니 유니게에게 있었던 것입니다. 그리고 그대도 지금 그 믿음을 간직하고 있다는 것을 나는 확신합니다. | ” |
|   | — 디모테오후서, 1:5 |   |

사도행전의 기록을 보면, 디모테오는 리스트라를 방문한 사도 파울로스의 눈에 들었다고 하는데, 그 이유는 디모테오가 리스트라와 이코니온에 있는 교우들 사이에서 평판이 좋은 사람이었기 때문이었다.(사도행전 16:2)
추론 : 파울로스(바울)은 디모테오(디모데)를 향한 하느님의 계획을 봤기 때문에 죽음을 무릎쓰고 다시 리스트라(루스드라)로 다시 찾아감.
하지만 데리고 떠나기 전에 할례를 베풀었다고 하는데, 그 이유는 유대인들이 디모테오의 아버지가 그리스 사람이라는 것을 알고 있었기 때문이었다고 한다. 하지만 성서연구자들은 이의 신빙성에 의문을 제기한다. 왜냐하면 파울로스는 갈라티아의 교우들에게 보낸 서간에서 자신은 할례를 결코 준 적이 없다고 말하는 반면(갈라디아 5:11-12), 사도행전의 파울로스는 유대인들을 의식해서 할례를 주었기 때문이다. 그래서 이에 대한 설명으로 신학자들은 루카가 사도행전을 쓰기 위해 입수한 정보의 신빙성이 부족했기 때문으로 추정한다. → 반론 : 갈라디아 5:11-12에서 바울로는 할례를 결코 준 적이 없다고 말하지 않았다. 단지 할례를 전파하지 않았다고 말했을 뿐이다.

## 같이 보기
- 티모테오에게 보낸 첫째 서간
- 티모테오에게 보낸 둘째 서간